# Cabery (Illinois)
Cabery es una villa ubicada en el condado de Ford y en el condado de Kankakee en el estado estadounidense de Illinois. En el Censo de 2010 tenía una población de 266 habitantes y una densidad poblacional de 342,34 personas por km².

## Geografía
Cabery se encuentra ubicada en las coordenadas 40°59′41″N 88°12′18″O / 40.99472, -88.20500. Según la Oficina del Censo de los Estados Unidos, Cabery tiene una superficie total de 0.78 km², de la cual 0.78 km² corresponden a tierra firme y (0%) 0 km² es agua.

## Demografía
Según el censo de 2010, había 266 personas residiendo en Cabery. La densidad de población era de 342,34 hab./km². De los 266 habitantes, Cabery estaba compuesto por el 96.62% blancos, el 0.75% eran afroamericanos, el 0.38% eran amerindios, el 0% eran asiáticos, el 0% eran isleños del Pacífico, el 0% eran de otras razas y el 0% pertenecían a dos o más razas. Del total de la población el 6.02% eran hispanos o latinos de cualquier raza.